# وندجو
وندجو (به لاتین: Vanadjou) یک منطقهٔ مسکونی در مجمع‌الجزایر قمر است که در گرند کومور واقع شده‌است.

## خصوصیات
وندجو ۱٬۳۷۷ نفر جمعیت دارد.